# Lázně Kynžvart
Lázně Kynžvart, (in tedesco Bad Königswart) è una città della Repubblica Ceca facente parte del distretto di Cheb, nella regione di Karlovy Vary.

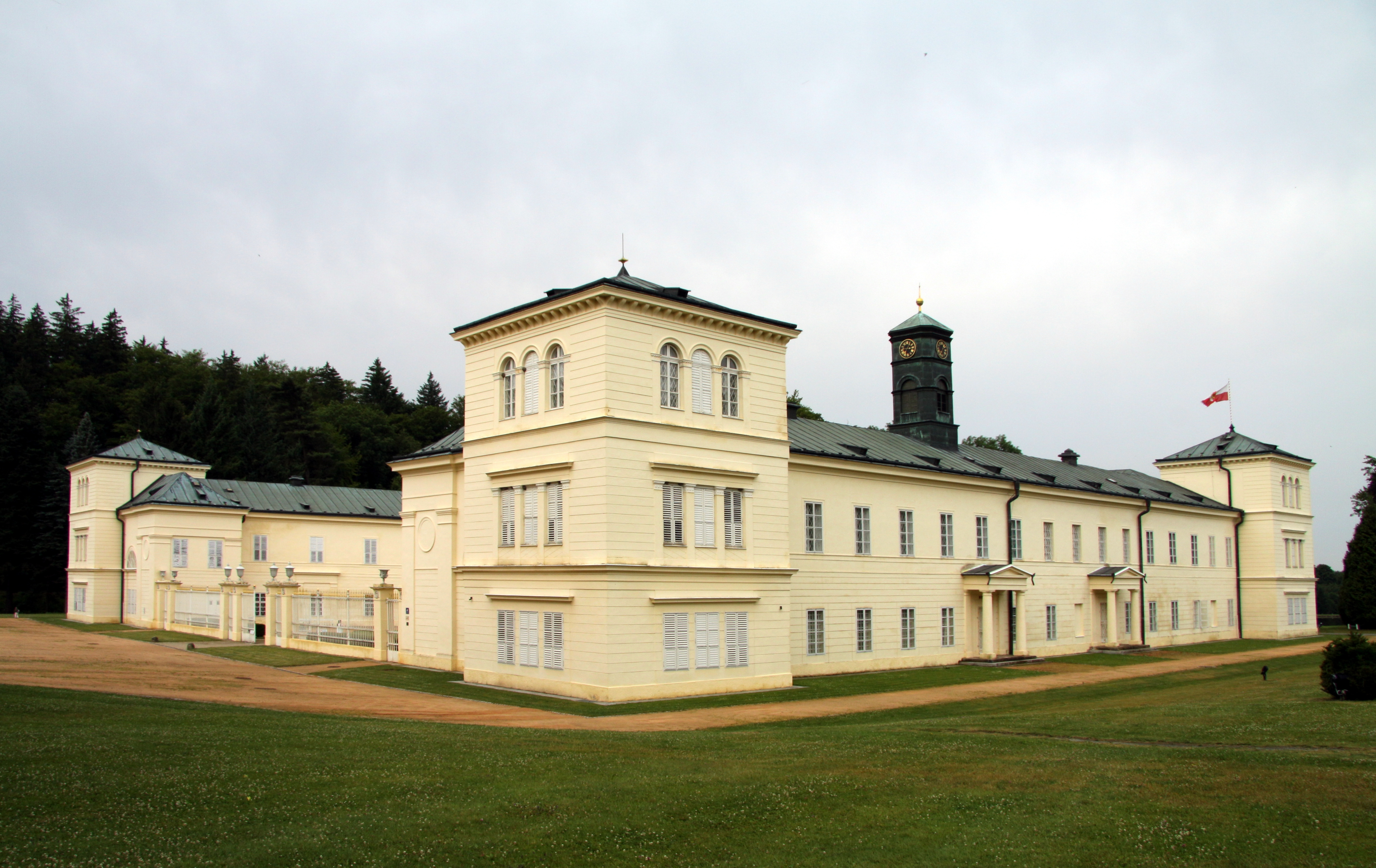
Il castello

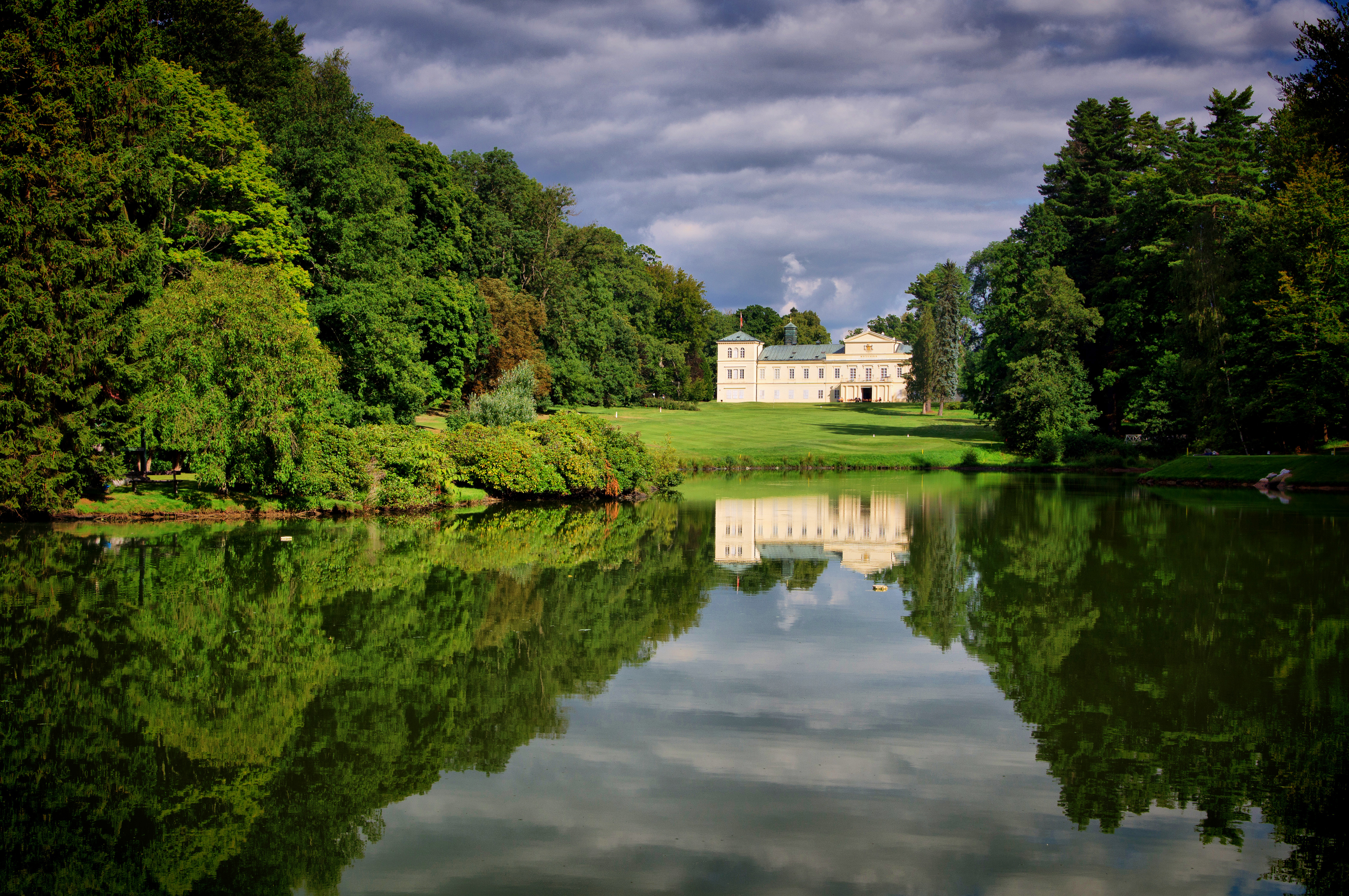
Il parco

## Il castello di Kynžvart
Si tratta di un grandioso edificio in stile impero, disegnato dall'architetto svizzero Pietro Nobile su incarico del principe Klemens von Metternich e costruito negli anni 1833-1839.
Gli interni storici custodiscono ricche collezioni di oggetti d'arte, un gabinetto delle curiosità e una biblioteca.  Il parco presenta un importante interesse dal punto di vista naturalistico e paesaggistico.
Dopo un lungo intervento di restauro, il castello è stato riaperto al pubblico nell'anno 2000.
Nel 2019 ha ottenuto il Marchio del patrimonio europeo.